# Phyllopodopsyllus intermedius
Phyllopodopsyllus intermedius is een eenoogkreeftjessoort uit de familie van de Tetragonicepsidae. De wetenschappelijke naam van de soort is voor het eerst geldig gepubliceerd in 1955 door Noodt.